# Bred Station
Bred Station er en jernbanestation i Bred.